# Antônio de Faria Lopes
Antônio de Faria Lopes foi um político brasileiro do estado de Minas Gerais. Foi deputado estadual de Minas Gerais durante a 10ª legislatura (1983 - 1987), pelo PMDB.

Principais fatos da vida profissional e política: Funcionário do Banco do Brasil, foi Presidente do Sindicato dos Bancários de Belo Horizonte, de 1961, a março de 1964, quando, com base no AI-1, foi deposto da Presidência e demitido do Banco. Deputado Estadual na 10ª Legislatura (1983-1987), foi Líder do PMDB e da Maioria (1984), Vice-Presidente da Comissão de Proteção e Defesa do Consumidor (1983-1984) e membro da Comissão de Educação e Cultura (1983-1984). é professor de Ética e Legislação dos Meios de Comunicação na PUC/MG. Em 1979, com a anistia, foi reintegrado ao Banco do Brasil. Pertenceu ao PTB, ao PDC, ao MDB e ao PMDB. Fundador do PSDB, ocupou a Secretaria-Geral do Partido.